# William Peacock
William "Bill" Peacock (Poplar, Londres, 6 de desembre de 1891 - Sawtry, Cambridgeshire, 14 de desembre de 1948) va ser un waterpolista anglès que va competir a començaments del segle xx.
El 1920 va prendre part en els Jocs Olímpics d'Anvers, on va disputar la competició de waterpolo, en què guanyà la medalla d'or amb l'equip del Regne Unit.